# Épione
Dans la mythologie grecque, Épione ou Épioné (grec ancien : Ἠπιόνη / Êpiónê, « celle qui soulage les maux ») est une nymphe. Princesse de Cos, elle est l'épouse d'Asclépios, dieu de la médecine, avec lequel elle aura neuf enfants.

## Famille
Épione est avant tout connue pour être l'épouse du dieu de la médecine Asclépios de qui elle aura neuf enfants formant ainsi une importante famille de dieux guérisseurs (famille à laquelle on peut ajouter son beau-père, Apollon):
- Six filles :
  - Hygie, déesse de la santé, surtout par la médecine préventive, de la propreté et de l'hygiène ;
  - Panacée, la guérison par les plantes ;
  - Méditrine, la guérisseuse ;
  - Acéso, le processus de guérison ;
  - Iaso, la guérison par les soins du père ;
  - Églé, la santé rayonnante (surtout après une maladie) et mère des trois Grâces.

- Et trois fils :
  - Machaon, chirurgien, qui combattit à Troie avec son frère Podalire et a été tué par Euripile ;
  - Podalire, médecin généraliste ;
  - Télesphore, dieu de la convalescence.

Les filles d'Épione, toutes les six déesses, interprètent donc diverses facettes de l'art d'Apollo. Asclépios et ses filles appartiennent à la lignée d'Apollon, dieu de l'intelligence rationnelle, qui préfigure déjà la science telle qu'on la concevra plus tard en Occident.
Contrairement à leurs sœurs, les deux premiers fils d'Épione sont  quant à eux mortels, médecins pour le camp grec lors de la guerre de Troie où l'un d'eux sera tué. 
Télesphore, troisième fils d'Asclépios et Épione, était quant à lui à l'origine un dieu de la mythologie celtique avant d'être intégré au culte d'Asclépios.
La famille d’Aristote prétendait descendre de Machaon, celle d’Hippocrate de Cos de Podalire, ce qui ferait donc alors d'Épione et Asclépios leurs ancêtres communs.

## Culte
Épione n'a pas eu véritablement de culte propre, son rôle principal dans la mythologie étant d'être la mère dans une famille de dieux guérisseurs. Des preuves épigraphiques suggèrent cependant qu'Epione était une figure cultuelle à Athènes, Épidaure, Kos et Pergame, intégrée au culte d'Asclépios.